# Mallada alcines
Mallada alcines är en insektsart som först beskrevs av Banks 1940.  Mallada alcines ingår i släktet Mallada och familjen guldögonsländor. Inga underarter finns listade i Catalogue of Life.